# Henrik Gundenäs
Henrik Gundenäs, född 2 november 1978 i Rogberga församling, är en svensk översättare och kulturskribent. Gundenäs har bland annat översatt titlar av Hannah Arendt, Ronald Dworkin, Jon Elster, Nancy Fraser, Naomi Klein, Chantal Mouffe och Jonathan Wolff. Sedan 2005 ingår han i redaktionskommittén för tidskriften Fronesis, och sedan 2019 är han ledamot i styrelsen för översättarsektionen i Sveriges Författarförbund. Han har medverkat i Fronesis samt i nättidskriften Opulens.